# Ghiacciaio Dobrodan
Il ghiacciaio Dobrodan è un ghiacciaio lungo circa 3,4 km e largo circa 1,2, situato sull'isola Clarence, nelle isole Shetland Meridionali, un arcipelago antartico situato poco a nord della Penisola Antartica. Il ghiacciaio si trova in particolare sulla costa sud-orientale  dell'isola, a sud del ghiacciaio Highton, dove fluisce verso nord-est a partire dal versante orientale del monte Irving, nella cresta Urda, fino a entrare in mare poco a sud di punta Lebed.

## Storia
In seguito alla spedizione Tangra 2004/05, il ghiacciaio Dobrodan è stato così battezzato nel 2005 dalla commissione bulgara per i toponimi antartici in onore del villaggio di Dobrodan, nella Bulgaria settentrionale.